# 先竊取，後解密
先窃取，后解密，亦称作“先存储、后解密”，“先收集、后解密”或回顾性解密，是一种监控策略。它的核心思想是：先获取当前无法解密的加密数据并长期保存，等待未来在解密技术上取得突破，从而使这些数据变得可读。这一设想中的未来时刻被称为 Y2Q（即“量子日”，Q-Day）。Y2Q这名称源自 2000年问题（Y2K），意思是，等量子计算机发展到足够强大的那天，届时现有的加密系统将遭遇集体失灵的灾难时刻，类似当年并未发生的2000年问题。
量子密码学发展的前景常让人担忧，因为它意味着，在未来某个时刻，会出现可以破解现行的强加密算法的手段，从而有可能解密这些算法加密的任何资料。不过，量子密码学的发展对解密技术的改进并非必须，只要发现任何其他手段来进行解密攻击便足够了。
这一策略的存在使人们担忧并迫切需要后量子密码学的部署。尽管目前并未发生实际的量子攻击，但即使在未来几十年后，当前存储的一些数据仍可能属于敏感数据。截至2022年，美国联邦政府已为各组织发出指示，开始向抗量子密码算法迁移以减轻这些威胁。2025年1月16日，拜登政府在卸任前发布了14144号行政令，正式要求各政府部门在规定期限内（60-270天不等）开始抗量子加密升级工作，以应对加密学相关的量子计算机（CRQC）未来对国家安全造成的威胁，其中对国防部要求最后期限为2030年1月2日。